# Meilen Tu
Meilen Tu (født 17. januar 1978 i Tarzana, Californien, USA) er en tidligere professionel tennisspiller fra USA. 
Meilen Tu højeste rangering på WTA single rangliste var som nummer 35, hvilket hun opnåede 11. juni 2007. I double er den bedste placering nummer 28, hvilket blev opnået 22. oktober 2007. 